# DS 3
DS 3 – samochód osobowy, a następnie crossover klasy subkompaktowej produkowany pod francuską marką DS w latach 2016–2019 oraz ponownie od 2023 roku jako druga generacja modelu.

## Pierwsza generacja

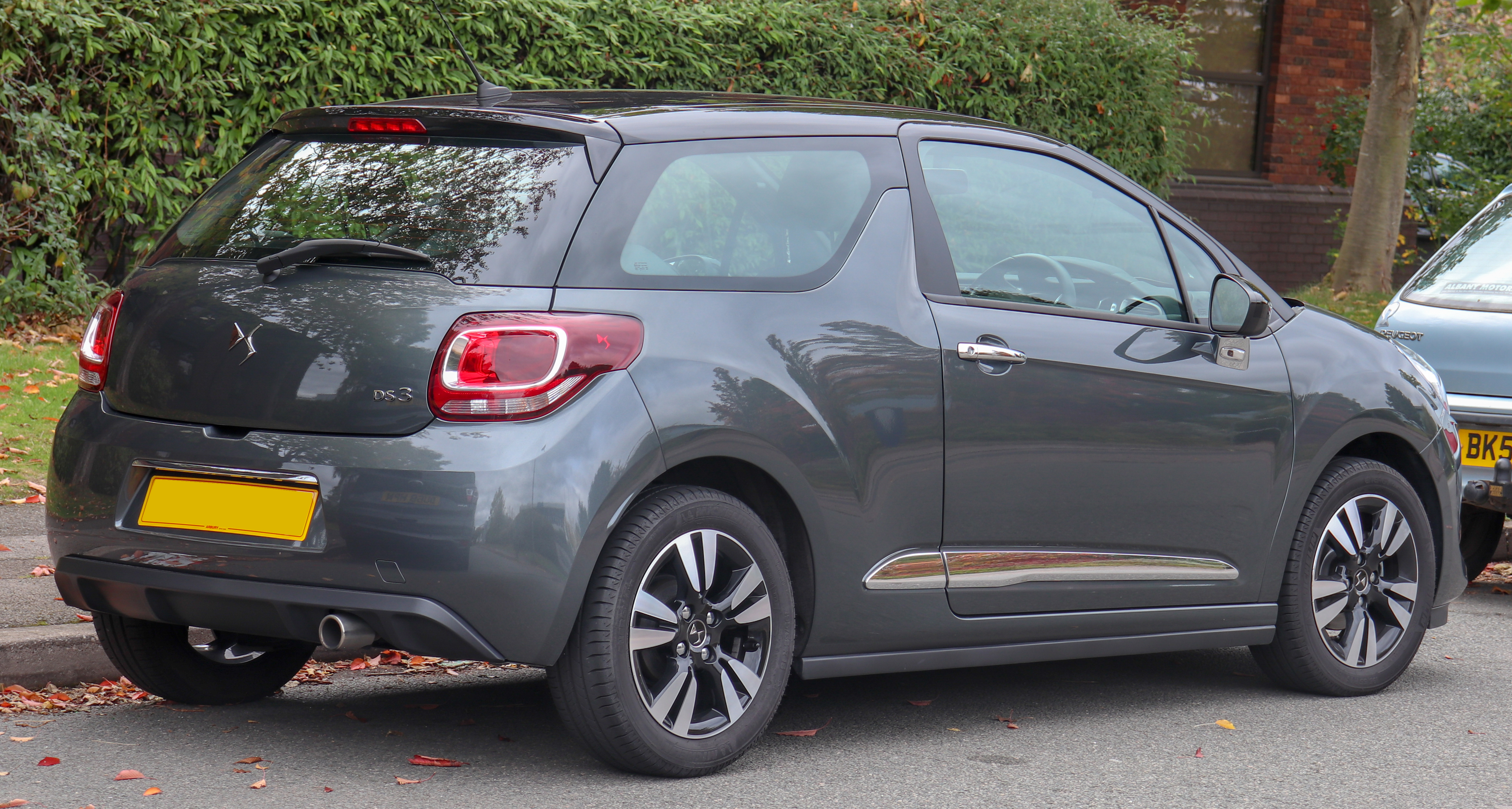
DS 3 I – tył

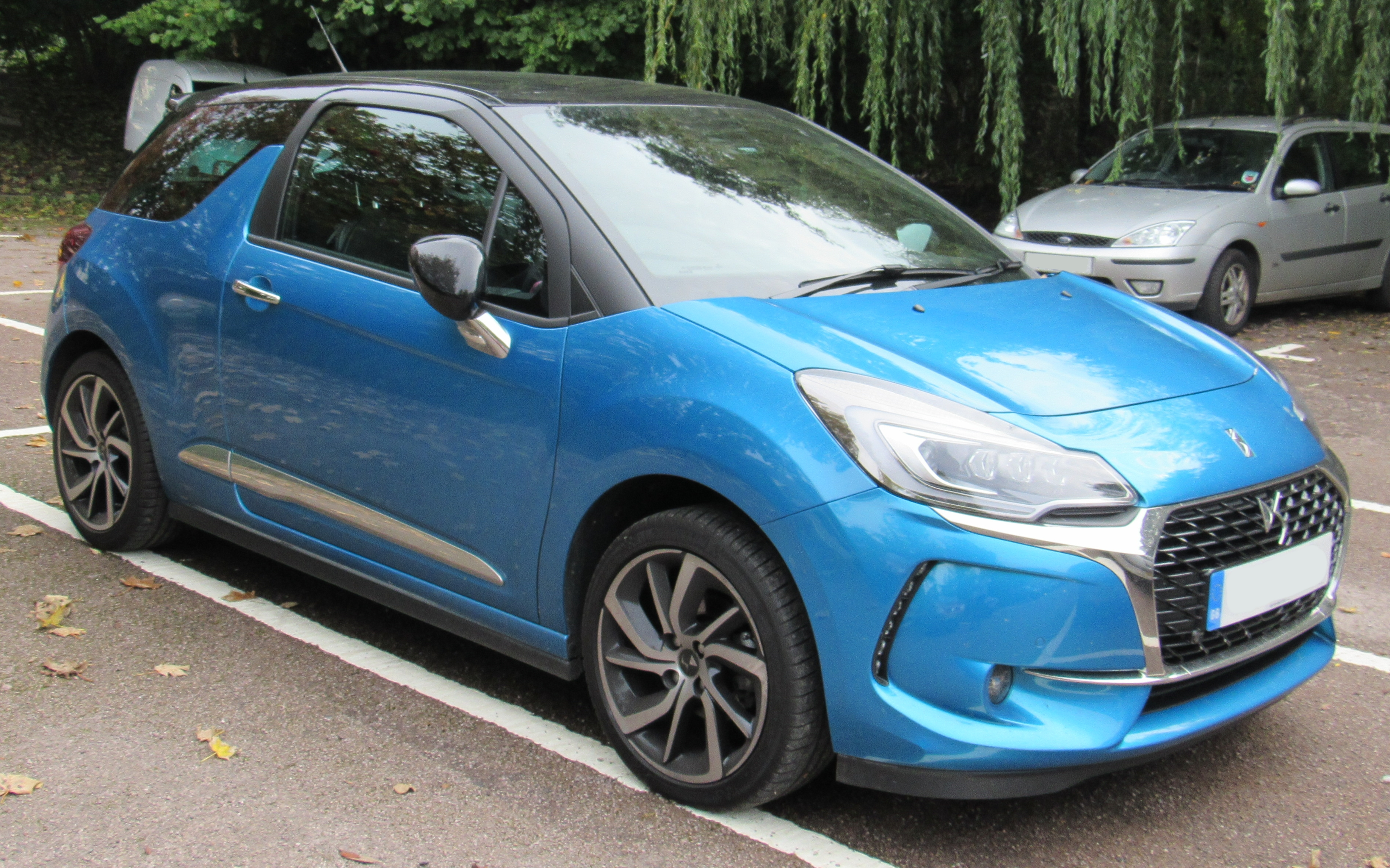
DS 3 I Prestige

DS 3 I został zaprezentowany po raz pierwszy w 2016 roku.
Najmniejszy model DS Automobiles zadebiutował jedynie jako pochodna istniejącej już na rynku konstrukcji – pierwotnie zadebiutowała ona już 2009 roku jako pierwszy model prestiżowej linii DS, która do 2014 roku była częścią gamy Citroëna. W 2014 roku producent podjął decyzję o wydzieleniu jej jako oddzielną markę, w ramach czego model DS3 dwa lata później jako ostatni przemianowano na DS 3. 
Pod kątem stylistycznym, pierwsza generacja DS 3 przeszła kosmetyczne różnice w stosunku do dotychczasowego modelu marki Citroën. Zastosowano nowe wypełnienie atrapy chłodnicy o strukturze kratki z centralnie umieszczonym logo marki DS, a ponadto przewidziano także nowy, rozbudowany pakiet personalizacji m.in. koloru lub okleiny dachu, wzorów alufelg, a także aranżacji kabiny pasażerskiej na czele z panelami na desce rozdzielczej. Pozostałe elementy, takie jak m.in. projekt kabiny pasażerskiej, pozostały niezmienione w stosunku do oryginalnego projektu z 2009 roku, w czym wyjątkiem zostało tylko zastosowanie nowocześniejszego dotykowego ekranu obsługującego m.in. interfejs Apple CarPlay.
Do napędu pierwszej generacji DS 3 zastosowano używaną już dla poprzednika rodzinę trzy- i czterocylindrowych silników benzynowych, a także jednostek wysokoprężnych. Na szczycie gamy znalazła się odmiana DS 3 Performance, który zastąpiła dotychczas oferowany wariant Racing. Samochód po raz pierwszy trafił do sprzedaży nie tylko jako 3-drzwiowy hatchback, ale i kabriolet z odsuwanym miękkim dachem. 

### Sprzedaż
Jako że DS 3 pierwszej generacji w momencie premiery był już zaawansowaną wiekowo 7-letnią konstrukcją, był on obecny na rynku pod nową nazwą jeszcze tylko przez 3 lata jako ostatni model wywodzący się z dawnej gamy Citroëna. W 2019 roku samochód wycofano z produkcji na rzecz następcy, który zamiast niszowej postaci 3-drzwiowego hatchbacka został przeobrażony w 5-drzwiowego crossovera.

### Silniki
Benzynowe:
- R3 1.2 VTi 12V 82 KM
- R3 1.4 VTi 16V 95 KM
- R4 1.6 VTi 16V 120 KM
- R4 1.6 THP 16V 156 KM
- R4 1.6 THP 16V 207 KM

Wysokoprężne:
- R4 1.4 HDi 70 KM
- R4 1.6 HDi 90 i 110 KM

## Druga generacja

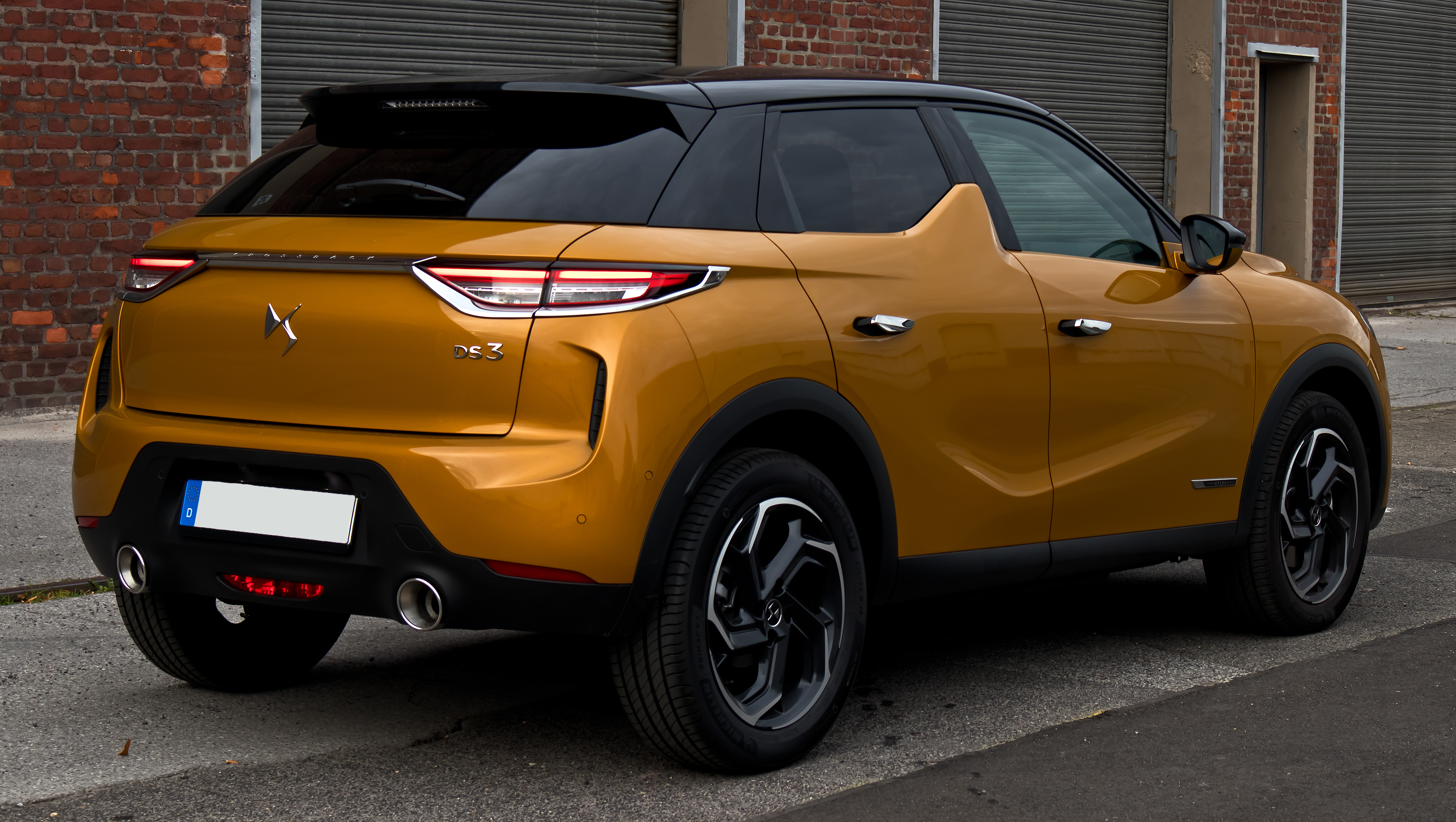
DS 3 Crossback - tył

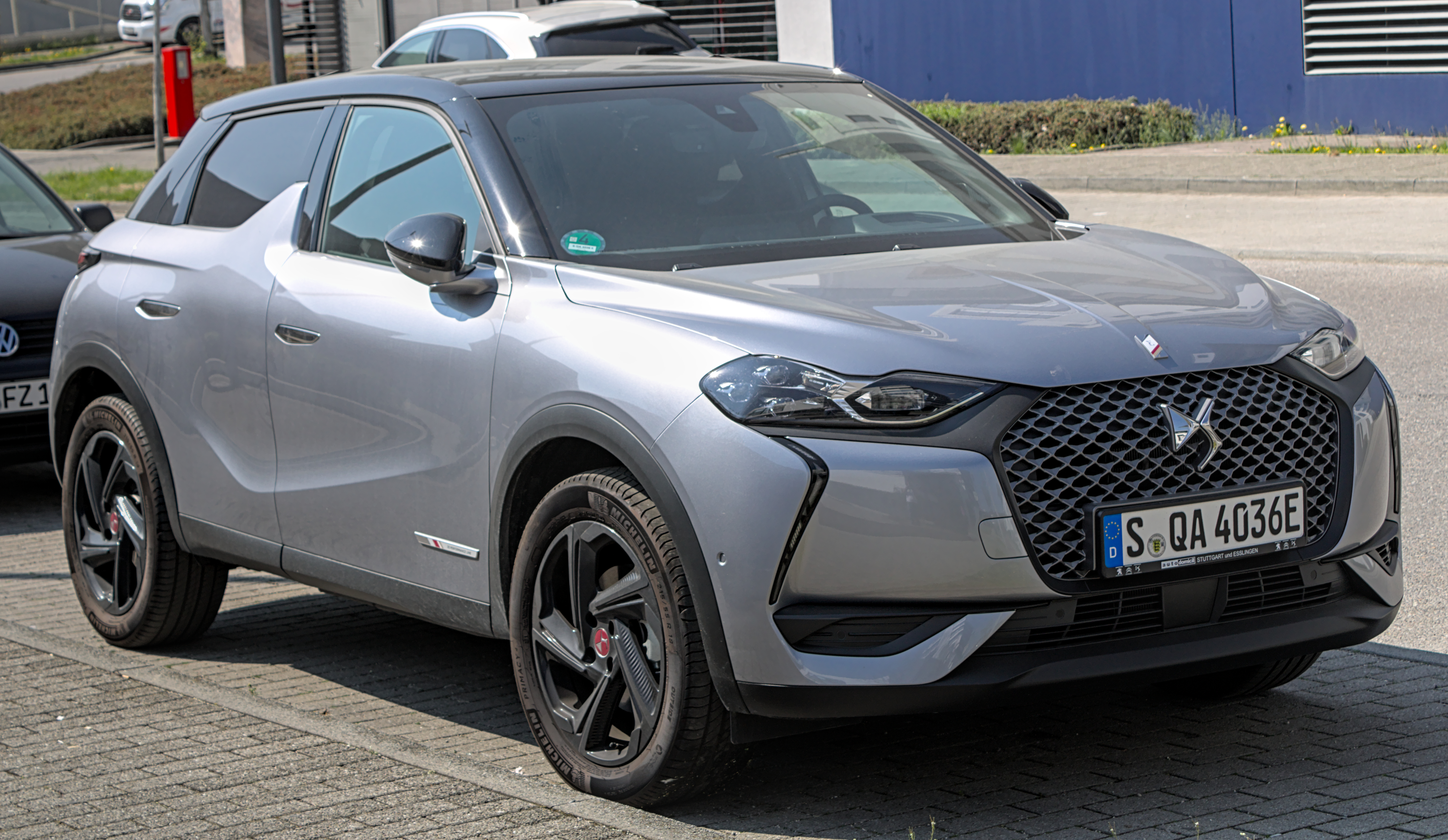
DS 3 Crossback E-Tense

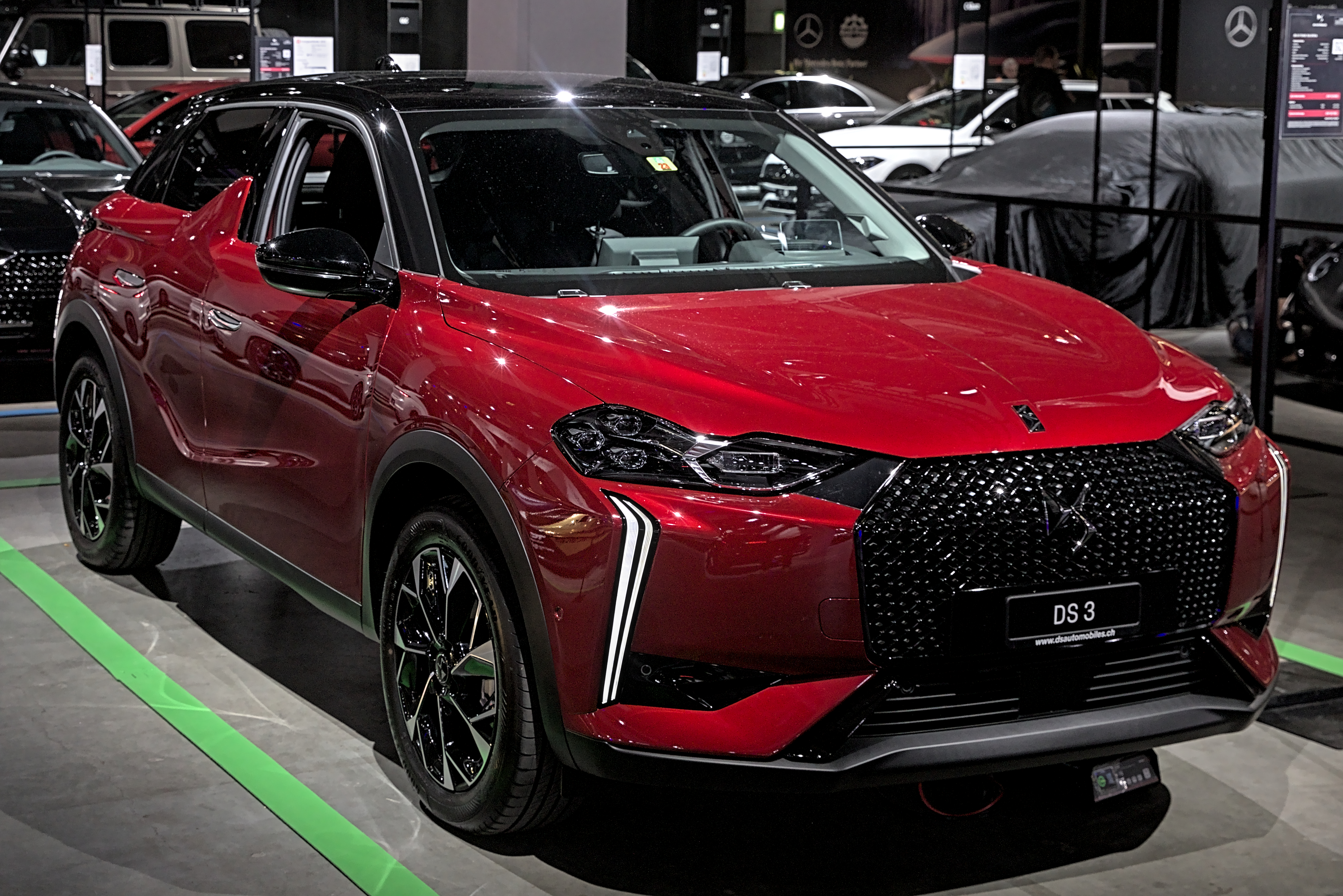
DS 3 II po liftingu

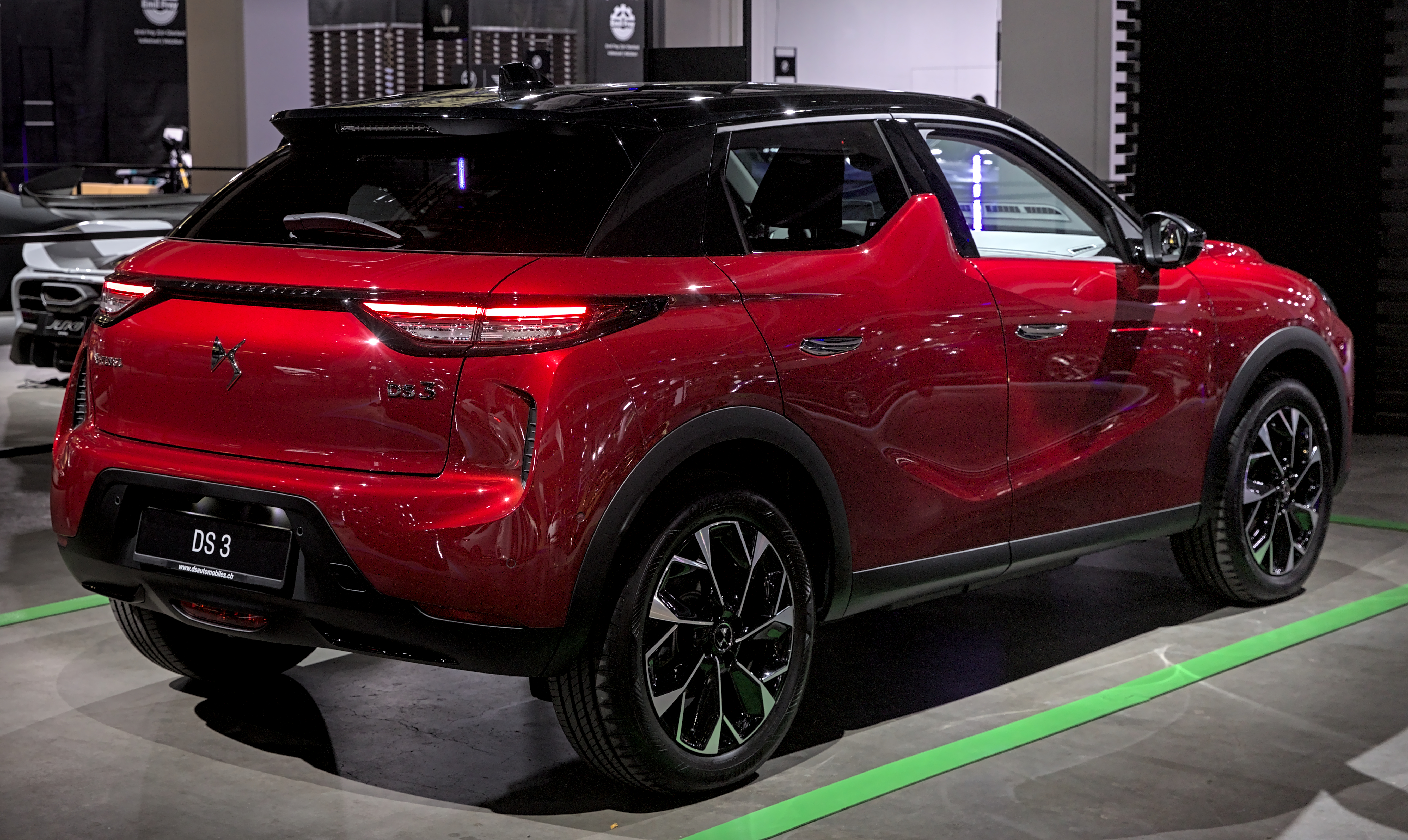
DS 3 II - tył po liftingu

DS 3 Crossback został zaprezentowany po raz pierwszy w 2018 roku.
Samochód powstał jako drugi po 7 Crossback samochód nowej francuskiej firmy opracowany od podstaw już po wydzieleniu linii DS ze struktury Citroëna. Następca DS 3 przyjął postać niewielkiego crossovera opartego na nowej modułowej płycie podłogowej CMP wykorzystanej przez ówczesny koncern PSA do rodziny subkompaktowych modeli: nowego Peugeota 208 i 2008, a także nowego Opla Corsy i drugiej generacji Mokki. 
Samochód utrzymano w typowym dla firmy awangardowym nurcie stylistycznym koncentrującym się na detalach jak m.in. trójkątna lotka oddzielająca powierzchnię boczną szyb, chromowane obwódki tylnych lamp czy reflektory o nieregularnym kształcie. Nietypowe wzornictwo zaadaptowano też w środku. Przejawiło się to m.in. bocznymi nawiewami ulokowanymi w boczkach drzwi czy potrójnymi nawiewami w konsoli centralnej, które razem z przyciskami klimatyzacji utrzymano w kształcie rombów. Producent przewidział rozbudowany zakres personalizacji wnętrza także pod kątem materiałów, umożliwiając pokrycie deski rozdzielczej m.in. skórą lub alcantarą.
Sprzedaż DS 3 Crossback rozpoczęła się pół roku po debiucie, wiosną 2019 roku. Będąc pozyjonowanym jako produkt klasy premium, crossover francuskiej firmy zasilił niszowy segment w rynku reprezentowany głównie przez konkurencyjne Audi Q2.

### Lifting
We wrześniu 2022 roku samochód przeszedł resylizację, w ramach której wycofano dotychczasową nazwę i przywrócono stosowaną już wobec pierwszej generacji prostsze DS 3. Samochód zyskał większy przedni wlot powietrza z ostrzejszymi kantami, przeprojektowane reflektory z nowymi wkładami, a także inaczej ukształtowane pasy z diodami LED do jazdy diennej w przednich zderzakach. Ponadto, zmiany przyniosły przemodelowany tylny zderzak, nowe wzory alufelg oraz inne barwy lakierów, a w kabinie pasażerskiej przyniosły większy dotykowy ekran systemu multimedialnego o przekątnej 10,3 cala.

### E-Tense
Jako pierwszy model w ofercie DS Automobiles, niewielki crossover trafił do sprzedaży nie tylko w wariancie benzynowym i wysokoprężnym, a także w pełni elektrycznym o nazwie E-Tense. Model z pierwszych 3 lat produkcji charakteryzował się mocą układu wynoszącą 136 KM i momentem obrotowym równym 260 Nm. Po restylizacji moc układu zwiększono do 156 KM. Zasięg, według deklaracji producenta, wynosił ok. 350 kilometrów. Elektryczną wersję DS 3 Crossback można ładować na kilka różnych sposobów, m.in. ze stacji ładowania Wallbox (czas ładowania to 8h). Natomiast przy użyciu szybkiej ładowarki, akumulatory wersji E-TENSE, których pojemność jest równa 50kWh, mogą zostać naładowane do 80% pojemności w 30 minut. 

### Dane techniczne
| Model                         | Pojemność / Typ | Moc, Moment Obrotowy @ obr./min     | 0–100 km/h (s) | Prędkość maksymalna | Skrzynia Biegów        | Emisja CO2 (g/km) | Lata Podukcji |
| ----------------------------- | --------------- | ----------------------------------- | -------------- | ------------------- | ---------------------- | ----------------- | ------------- |
| 1.2 PureTech 100 Manualna     | 1199 cc R3      | 101 hp (75 kW) @5500, 205 Nm @1750  | 10.9           | 180 km/h (112 mph)  | 6-biegowa manualna     | 110               | 2019–         |
| 1.2 PureTech 130 Automatyczna | 1199 cc R3      | 131 hp (98 kW) @5500, 230 Nm @1750  | 9.2            | 200 km/h (124 mph)  | 8-biegowa automatyczna | 115               | 2019–         |
| 1.2 PureTech 155 Automatyczna | 1199 cc R3      | 155 hp (116 kW) @5500, 240 Nm @1750 | 8.2            | 210 km/h (130 mph)  | 8-biegowa automatyczna | 126               | 2019–2022     |

| Model                        | Pojemność / Typ | Moc, Moment Obrotowy @ obr./min    | 0–100 km/h (s) | Prędkość Maksymalna | Skrzynia Biegów        | Emisja CO2 (g/km) | Lata Produkcji |
| ---------------------------- | --------------- | ---------------------------------- | -------------- | ------------------- | ---------------------- | ----------------- | -------------- |
| 1.5 BlueHDi 110 Manualna     | 1499 cc R4      | 102 hp (76 kW) @3500, 250 Nm @1750 | 11.4           | 180 km/h (120 mph)  | 6-biegowa manualna     | 120               | 2019–2020      |
| 1.5 BlueHDi 130 Automatyczna | 1499 cc R4      | 130 hp (97 kW) @3700, 300 Nm @1750 | 9.9            | 195 km/h (120 mph)  | 8-biegowa automatyczna | 133               | 2019-          |

| Model   | Pojemność Akumulatorów          | Moc, Moment Obrotowy @ obr./min | 0–100 km/h (s) | Prędkość Maksymalna | Skrzynia Biegów       | Zasięg (WLTP) | Lata Produkcji |
| ------- | ------------------------------- | ------------------------------- | -------------- | ------------------- | --------------------- | ------------- | -------------- |
| E-Tense | 50 kWh Akumulator litowo-jonowy | 136 hp (101 kW), 260 Nm         | 8.7            | 150 km/h (93 mph)   | przekładnia 1-biegowa | 340 km        | 2019–2022      |
| E-Tense | 54 kWh Akumulator litowo-jonowy | 156 hp (116 kW), 260 Nm         |                |                     | przekładnia 1-biegowa | 400 km        | 2022–          |